# 講座派
講座派（／）是指在日本资本主义论爭中反对勞农派的马克思主义者。以岩波书店1930年代初期出版的《日本資本主義發達史講座》的作者群為中心，故得名。

## 概述
講座派认为，明治政府统治下的日本，政治制度是专制主义，而社会经济制度是半封建的地主制。講座派主張二阶段革命论，直接將推翻天皇制的资产阶级民主革命強行轉變为社会主义革命。講座派理論，為共产国际《32年綱領》辩护，并成为当时日本共产党的理论基礎。
1936年，共产主义学院事件中，講座派成員遭到逮捕。日本资本主义论争也随之停止。戰後，在担任農地審議會、中央農地委員會會員、農地改革紀錄委員會會長的山田盛太郎等人活動下，講座派的主張對日本战后土地改革仍有影響力。时任农林大臣松村贤三參考納粹德国的世袭农场法，視土地改革为反共政策。山田认为戰後土地改革造成畸零地，抨擊土地改革為“畸零地化的私有制” ，提倡集体化的大规模农业。丸山真男、大塚久雄、大河内一男、川岛武宜等人也受到了講座派理论影响 。

## 代表人物
- 野呂榮太郎
- 山田盛太郎
- 平野义太郎
- 服部之總
- 羽仁五郎
- 大塚金之助
- 小林良正
- 相川春喜